# 鹿児島市立名山小学校
鹿児島市立名山小学校（かごしましりつ めいざんしょうがっこう 英語: Meizan Elementary School）は、鹿児島県鹿児島市山下町にある公立小学校。
校名に『名山』を使用しているが、名山町にはなく、山下町にある。ちなみに、鹿児島市立山下小学校があるが、山下小学校は山下町にはなく、西千石町にある。

## 沿革
- 1878年（明治11年） - 松林小学校から分身し名山小学校として設立
- 1888年（明治21年） - 名山尋常小学校と改称
- 1915年（大正4年） - 鹿児島尋常高等小学校と改称
- 1934年（昭和9年） - 鹿児島尋常小学校と改称
- 1941年（昭和16年） - 鹿児島国民学校と改称
- 1949年（昭和24年） - 鹿児島市立鹿児島小学校として鹿児島市立長田中学校敷地内に復校する。同年、鹿児島市立名山小学校と改称
- 1963年（昭和38年） - 現在地に移転

## 校区
- 浜町の一部
- 長田町の一部
- 小川町の全域
- 易居町の全域
- 名山町の全域
- 山下町の全域
- 東千石町の一部
- 中町の一部
- 金生町の全域
- 城山町の全域
- 泉町の全域
- 住吉町の一部
- 堀江町の一部
- 大黒町の全域
- 呉服町の全域
- 本港新町の全域

## 著名な出身者
- 棈松源一 - モンゴル語学・モンゴル文化学者。大阪外国語大学名誉教授。　※鹿児島市立清水小学校に転出